# McLaren MP4-24
O  MP4-24 é o modelo da McLaren da temporada de 2009 da Fórmula 1. Condutores: Lewis Hamilton e Heikki Kovalainen.

## Lançamento
Foi apresentado na sede da McLaren em Woking, Reino Unido no dia 16 de janeiro de 2009.
No dia seguinte, o piloto de testes Pedro de la Rosa realizou sua volta inaugural em um teste no Autódromo Internacional do Algarve.
O carro foi originalmente projetado com um difusor convencional. Após a FIA ter confirmado a legalidade do difusor utilizado pela Brawn GP, o MP4-24 teve o seu difusor modificado com base nos mesmos princípios aerodinamicos utilizados pela equipe adversária.

## Resultados[3]
(legenda) (em negrito indica pole position)
| Ano  | Chassi | Motor               | Pneus | Nº | Pilotos           | 1   | 2   | 3   | 4   | 5   | 6   | 7   | 8   | 9   | 10  | 11  | 12  | 13  | 14  | 15  | 16  | 17  | Pontos | Posição |  |
| ---- | ------ | ------------------- | ----- | -- | ----------------- | --- | --- | --- | --- | --- | --- | --- | --- | --- | --- | --- | --- | --- | --- | --- | --- | --- | ------ | ------- |  |
|      |        |                     |       |    |                   |     |     |     |     |     |     |     |     |     |     |     |     |     |     |     |     |     |        |         |  |
|      |        |                     |       |    |                   | AUS | MAL | CHN | BHR | ESP | MON | TUR | GBR | GER | HUN | EUR | BEL | ITA | SIN | JAP | BRA | ABD |        |         |  |
| 2009 | MP4-24 | Mercedes FO 108W V8 | B     | 1  | Lewis Hamilton    | DSQ | 71  | 6   | 4   | 9   | 12  | 13  | 16  | 18  | 1   | 2   | Ret | 12† | 1   | 3   | 3   | Ret | 71     | 3º      |  |
| 2009 | MP4-24 | Mercedes FO 108W V8 | B     | 2  | Heikki Kovalainen | Ret | Ret | 5   | 12  | Ret | Ret | 14  | Ret | 8   | 5   | 4   | 6   | 6   | 7   | 11  | 12  | 11  | 71     | 3º      |  |

† Completou mais de 90% da distância da corrida.
↑1  Prova encerrada com 31 voltas por causa da chuva. Como o número de voltas não teve 75% da distância percorrida, foi atribuído metade dos pontos.